# 野方配水塔

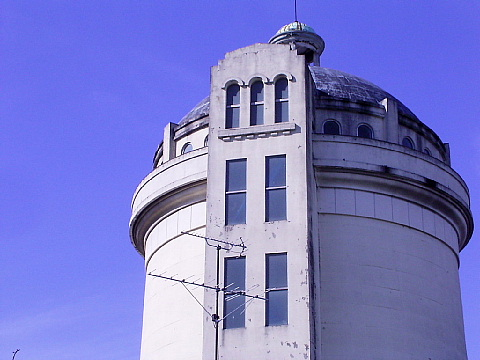
野方配水塔

野方配水塔（のがたはいすいとう、英称 Nogata standpipe）は、東京都中野区江古田1丁目3番1号に設けられた荒玉水道の野方給水場（のちに野方給水所に改称）に作られた配水塔である。高さ33・6m、基部直径18m。
野方配水塔は、1929年3月末に竣工し、配水塔としては1966年に使用を停止した。1972年7月31日に給水所が廃止されてからは跡地及び配水塔を東京都水道局が管理してきたが、現在は中野区の災害用給水槽となっている。
野方配水塔の設計者は、「近代上水道の父」と呼ばれた工学博士・中島鋭治であるとする説がこれまで広く流布されてきたが、中島鋭治の没年（1925年2月）からすれば、配水塔の設計者が中島鋭治であると認定することは事実上困難である。なお、窪田陽一らの論文「大谷口配水塔の設計の過程と技術的特徴」（『土木史研究論文集 』2005年）には、荒玉水道の野方と大谷口の配水塔の設計担当者は工学士中島洋吉が有力である、とする記述がある。
地元では江古田川・妙正寺川に向かって高台にあり後述の大谷口配水塔同様良く目立つ。「水道タンク」あるいは「みずのとう」と呼ばれる。
塔に空襲時の弾丸の痕跡が残っていることから中野区の平和史跡となっており、周囲は中野区立みずのとう公園・みずのとう幼稚園として整備されている。新青梅街道をはさんで南側に哲学堂公園があり、ペットの墓所も備えた蓮華寺が中野通り・新青梅街道の交差点にある。このため一帯は交通量が多いが閑静である。
同じ荒玉水道の配水塔として板橋区に大谷口配水塔があったが、東京都水道局の大谷口給水所築造工事のため2005年6月に取り壊された。

## 中野区立みずのとう公園内震災対策用応急給水施設
給水所が廃止されて5年後の1977年、跡地は中野区立みずのとう公園・みずのとう幼稚園として整備された。2010年に国の登録有形文化財に登録された。
使用停止された配水塔は配水系統の幹線である野方大谷口線（直径1,100mm）から水道水を引き入れた災害用給水槽（有効水量1,500m3）として新たに機能している。
定水位弁による引き入れと循環ポンプによる引き出しで給水槽内の水は常に新鮮な状態に保たれている。また応急給水口が用意され、震災災害時には中野区民・周辺都民に一定量の給水をする。

## アクセス方法
- 鉄道
  - 都営地下鉄大江戸線落合南長崎駅下車。

新青梅街道を西進し、哲学堂前交差点を右折。徒歩12分。
- バス
  - JR東日本・東京メトロ東西線中野駅北口ロータリーのりば1

関東バス中12系統江古田駅行に乗り、11分。水道タンク前停留所下車。
  - 西武池袋線江古田駅南口のりば1

関東バス中12系統中野駅行に乗り、11分。水道タンク前停留所下車。

## ギャラリー

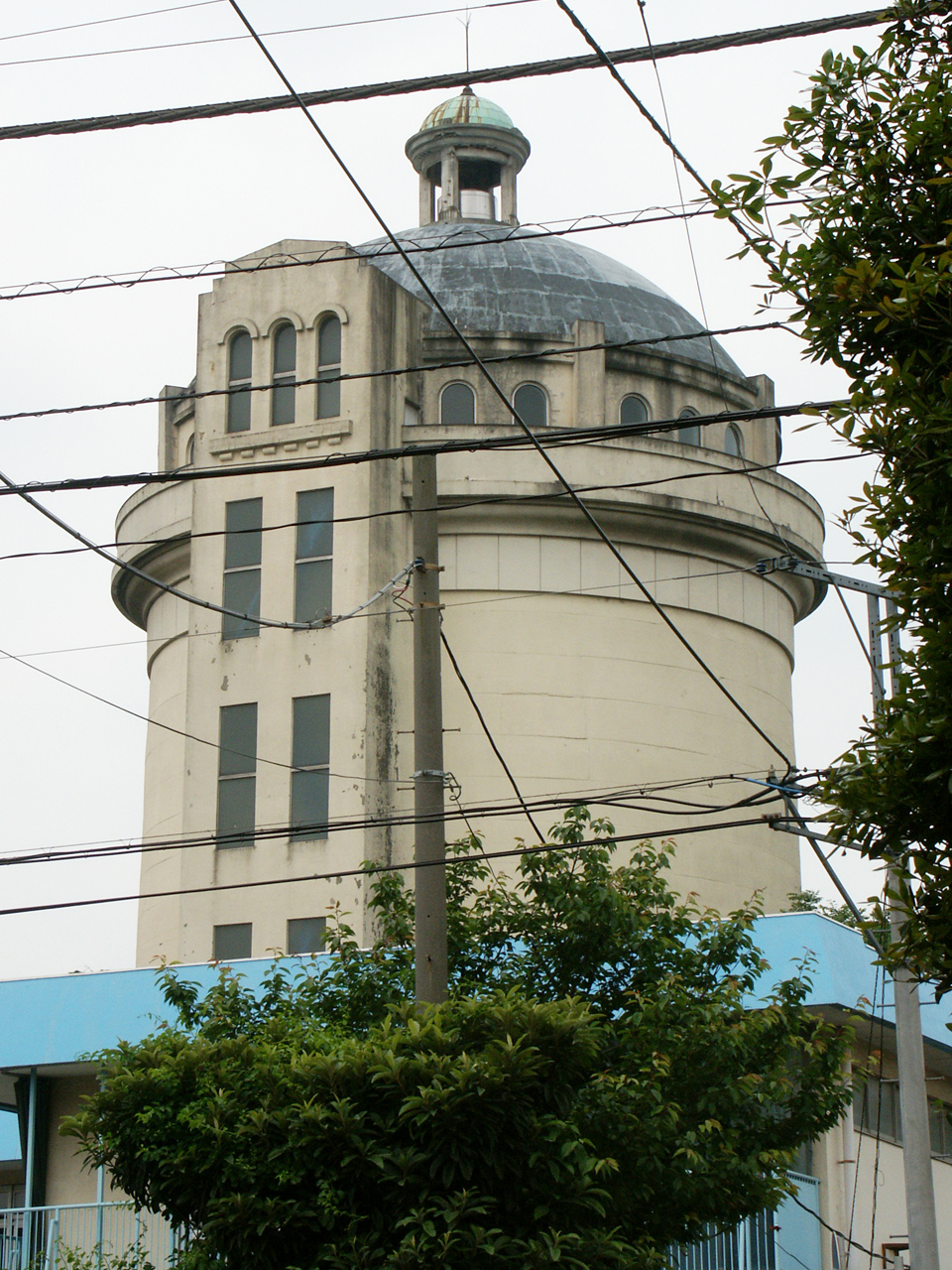
遠景
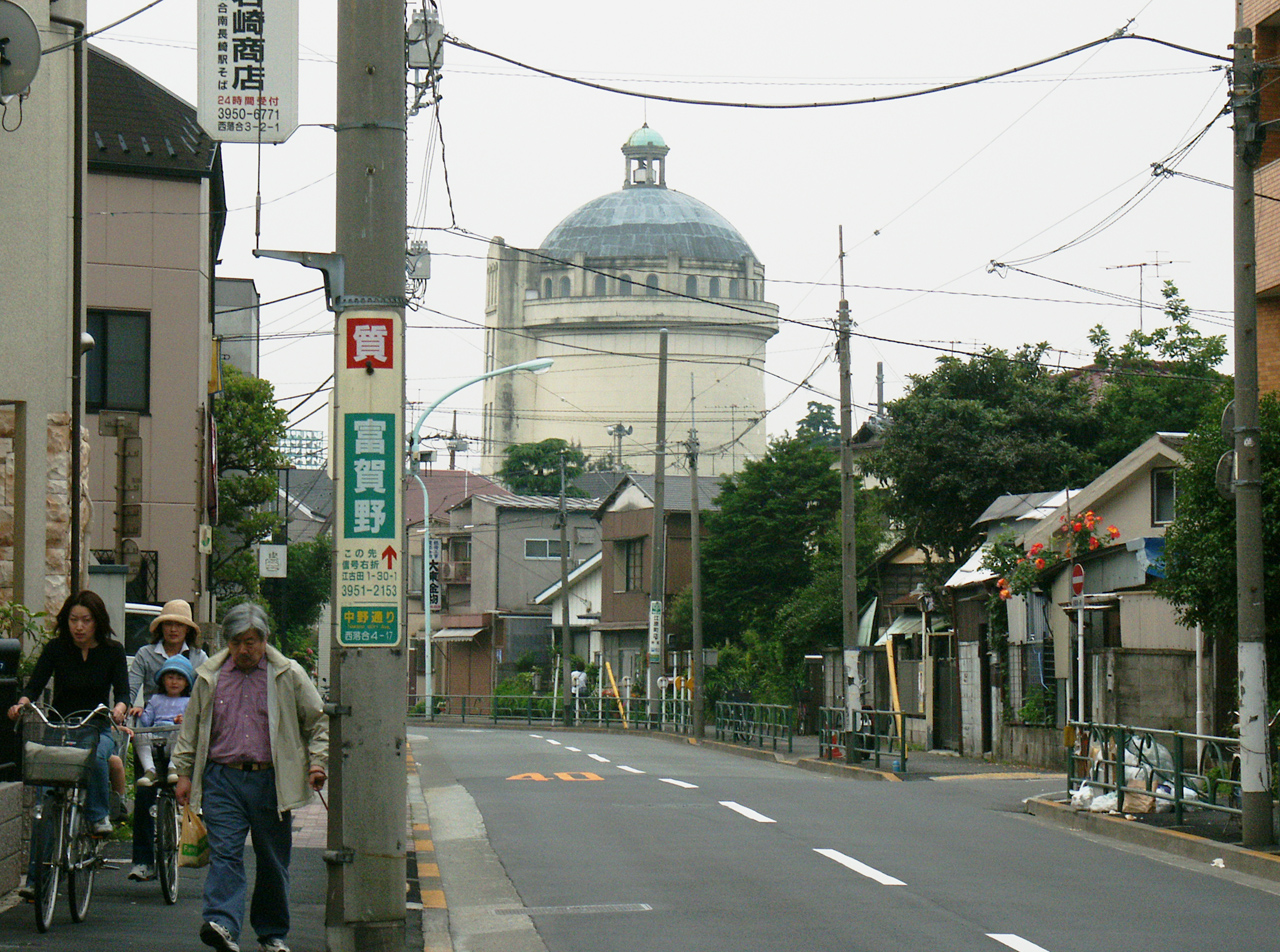
近隣住宅地から
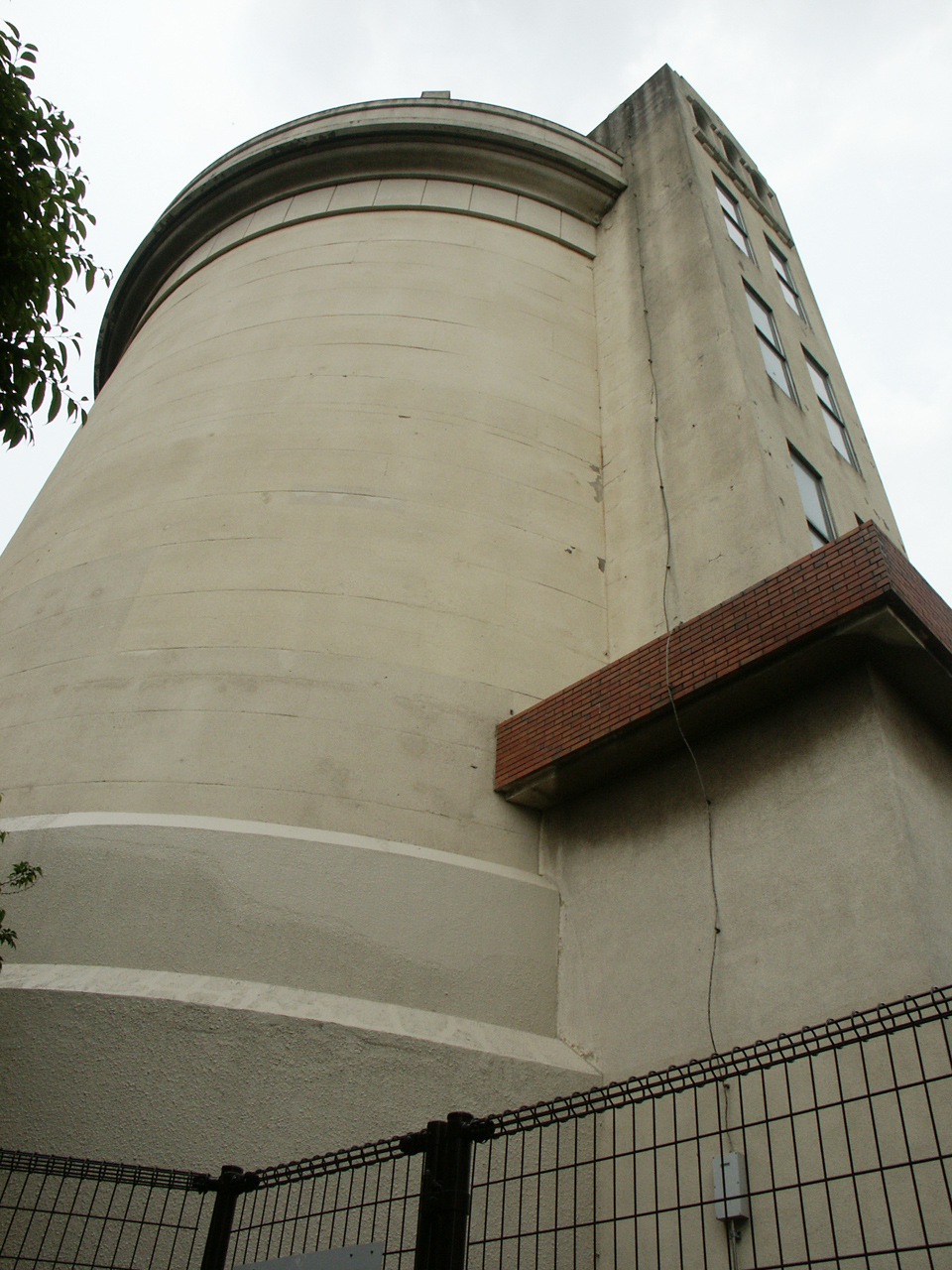
壁面
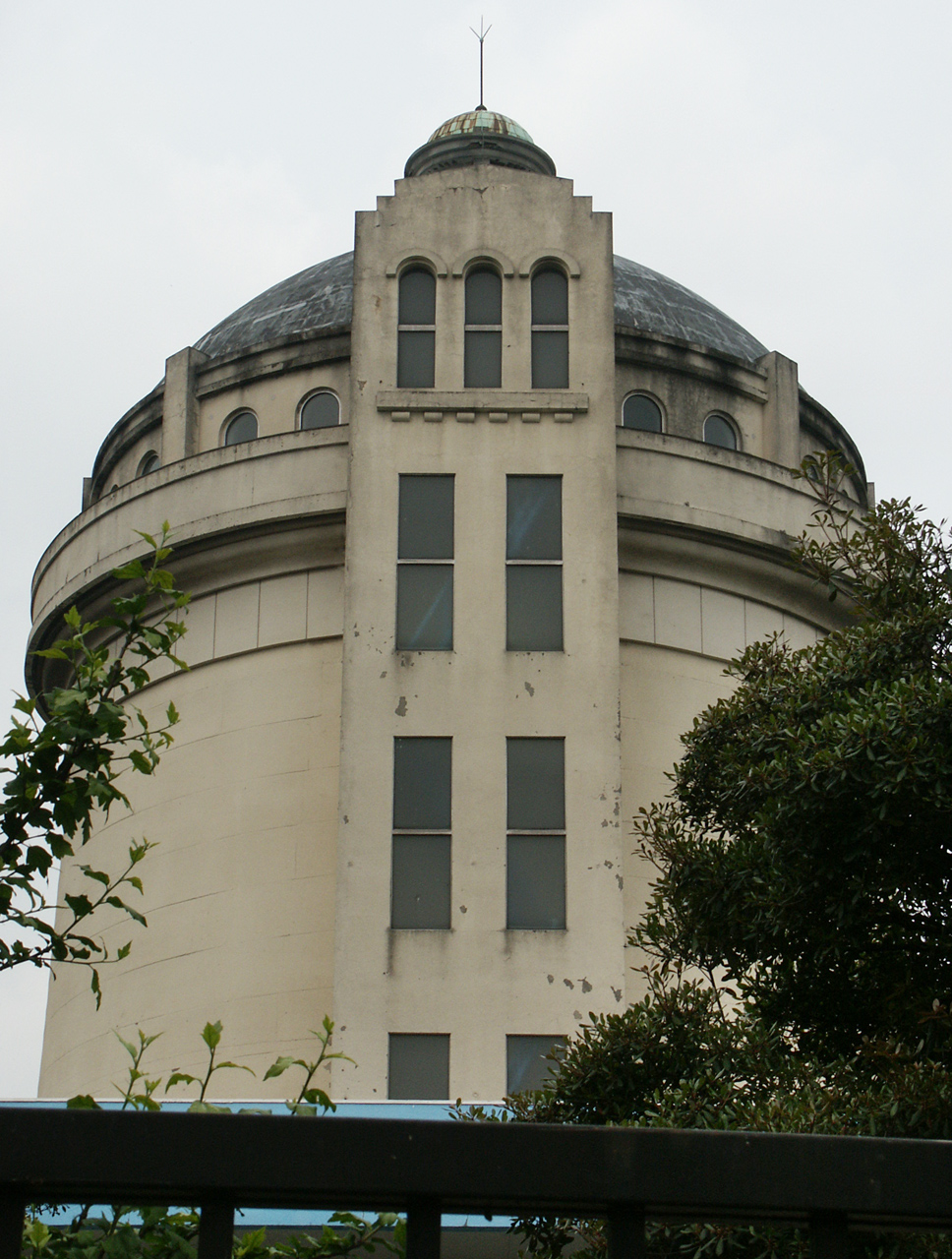
躯体装飾の拡大